# Параболическое уравнение
Параболические уравнения — класс дифференциальных уравнений в частных производных. Один из видов уравнений, описывающих нестационарные процессы.

## Определение
Рассмотрим общий вид скалярного дифференциального уравнения в частных производных второго порядка относительно функции {\displaystyle u:R^{n}\rightarrow R}:
{\displaystyle \sum _{i=1}^{n}\sum _{j=1}^{n}a_{ij}{\frac {\partial ^{2}u}{\partial x_{i}\partial x_{j}}}+\sum _{k=1}^{n}b_{k}{\frac {\partial u}{\partial x_{k}}}+cu=f(x_{1},\ldots ,x_{n})}
При этом уравнение записано в симметричном виде, то есть {\displaystyle a_{ij}=a_{ji}}. Тогда эквивалентное уравнение в виде квадратичной формы:
{\displaystyle \left(\nabla A\nabla ^{T}\right)u+\mathbf {b} \cdot \nabla u+cu=f(x_{1},\ldots ,x_{n})},
где {\displaystyle A=A^{T}}. 

Матрица {\displaystyle A} называется матрицей главных коэффициентов. 

Если сигнатура полученной формы равна {\displaystyle (n-1,0)}, то есть матрица {\displaystyle A} имеет одно собственное значение, равное нулю, и {\displaystyle n-1} собственных значений имеют одинаковый знак, то уравнение относят к параболическому типу. 

Другое, эквивалентное определение: уравнение называется параболическим, если оно представимо в виде:
{\displaystyle Lu+a{\frac {\partial u}{\partial t}}=f(x_{1},\ldots ,x_{n-1},t)},
где {\displaystyle L} — эллиптический оператор, {\displaystyle a\neq 0}.

## Решение параболических уравнений
Для нахождения единственного решения уравнение рассматривается в совокупности с начальными и краевыми условиями. Поскольку по времени уравнение имеет первый порядок, то начальное условие накладывается одно: на искомую функцию.
- Для нахождения решений параболических уравнений, в том числе и абстрактных параболических уравнений, могут применяться методы теории полугрупп операторов.
- Для аналитического решения параболических уравнений в бесконечной области (задача Коши для параболического уравнения) используют специальную интегральную формулу[2].
- Для аналитического решения параболических уравнений в конечной области может применяться метод разделения переменных Фурье.
- Для численного решения параболических уравнений используют метод конечных элементов, метод конечных разностей, метод конечных объёмов, а также их комбинации и другие численные методы, подходящие для решаемой задачи.

## Принцип максимума
Для параболического уравнения вида:
{\displaystyle -a^{2}\Delta u+\partial _{t}u=0\ (x_{1},\ldots \,x_{n-1})\in \Omega }
Решение {\displaystyle u(x_{1},\ldots ,x_{n-1},t)} принимает своё максимальное значение либо при {\displaystyle t=0}, либо на границе области {\displaystyle \Omega }.

## Примеры параболических уравнений
- Уравнения описывающие процессы конвекции и диффузии, в том числе уравнение диффузии и его частный случай — уравнение теплопроводности.
- Система уравнений Навье-Стокса, описывающее движение жидкости и газов является системой параболических уравнений с дивергентными ограничениями.
- Для некоторых типов сред из уравнений Максвелла можно получить параболические уравнения относительно векторов {\displaystyle \mathbf {A} } или {\displaystyle \mathbf {E} }.[3]